# Religia w Holandii

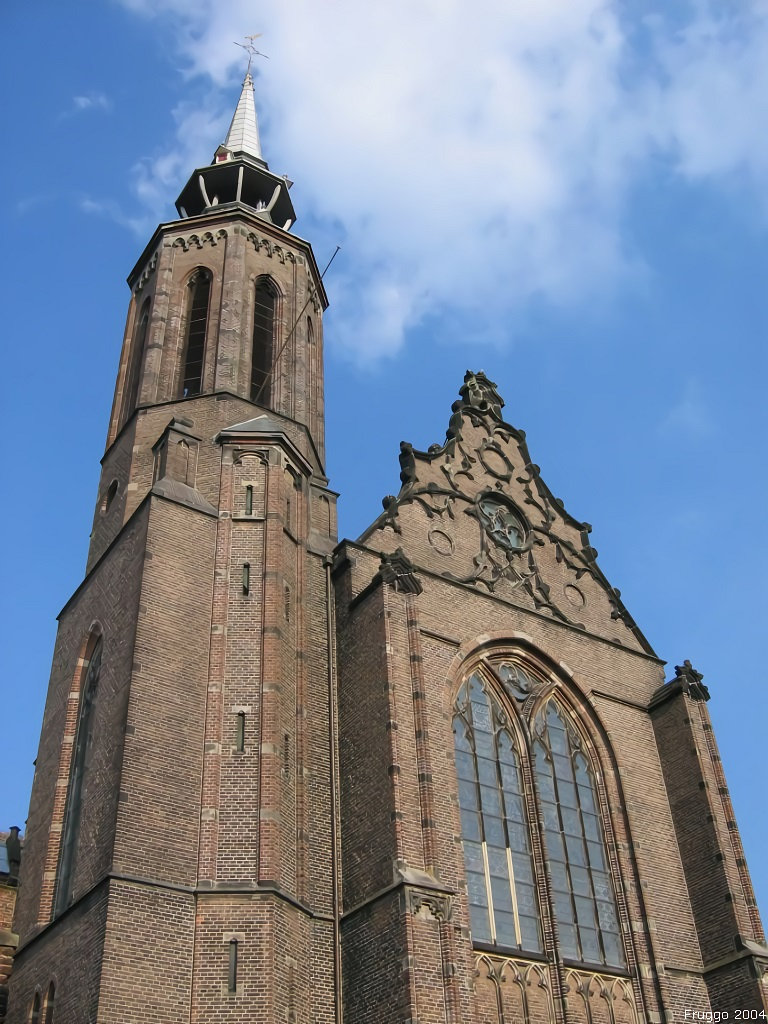
Katolicka Katedra św. Katarzyny w Utrechcie

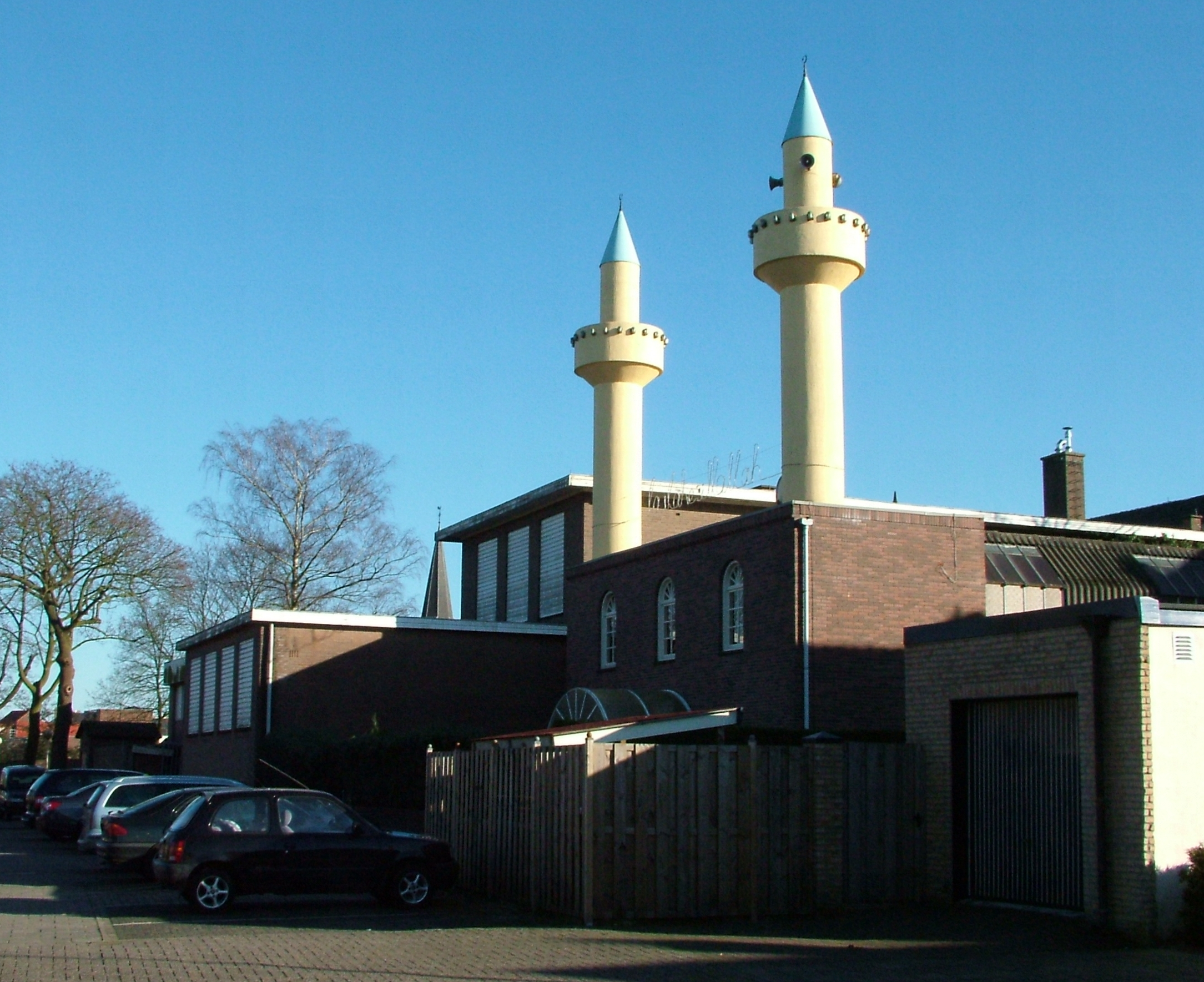
Meczet muzułmański w Terborg

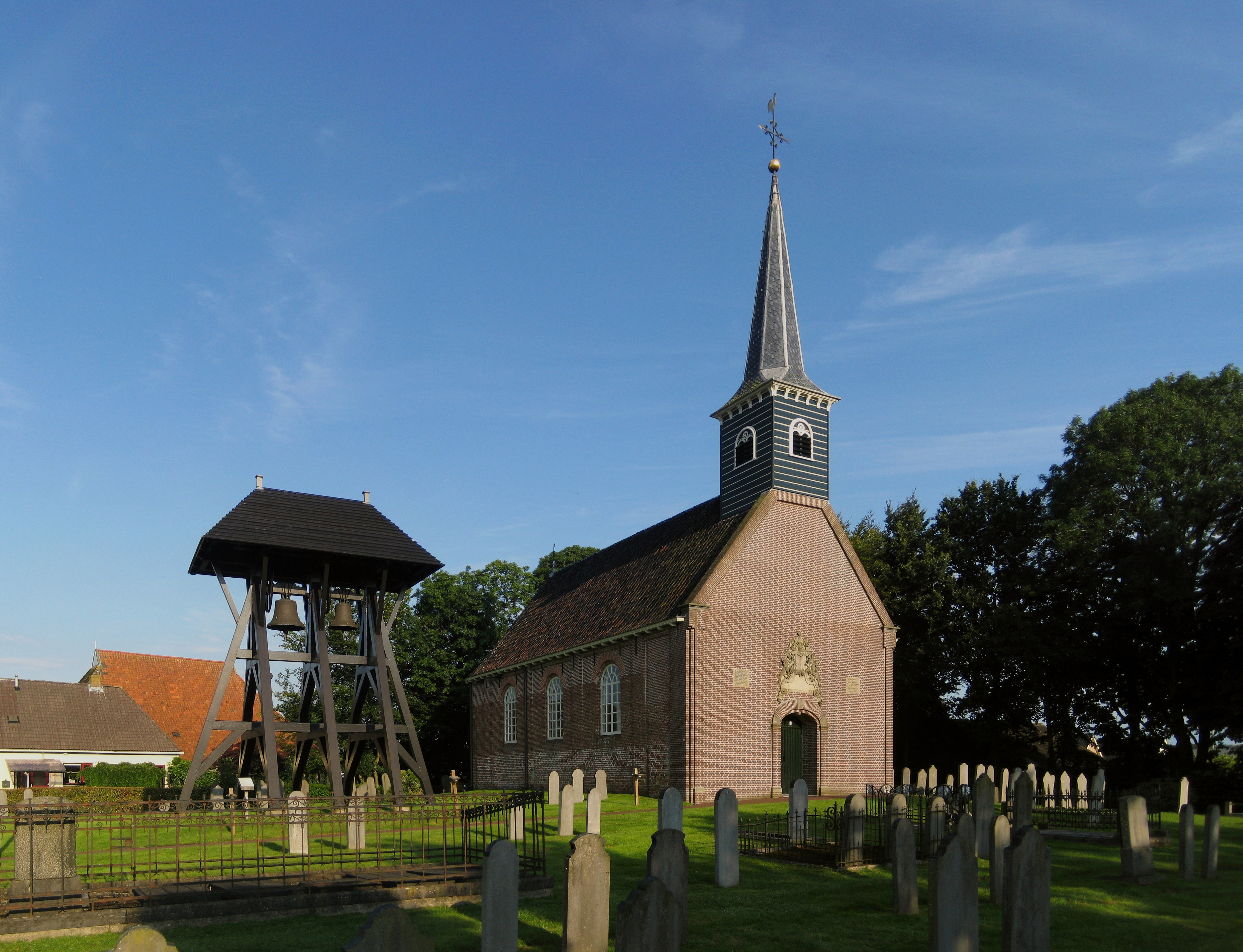
Kościół Reformowany i dzwonnica we Fryzji

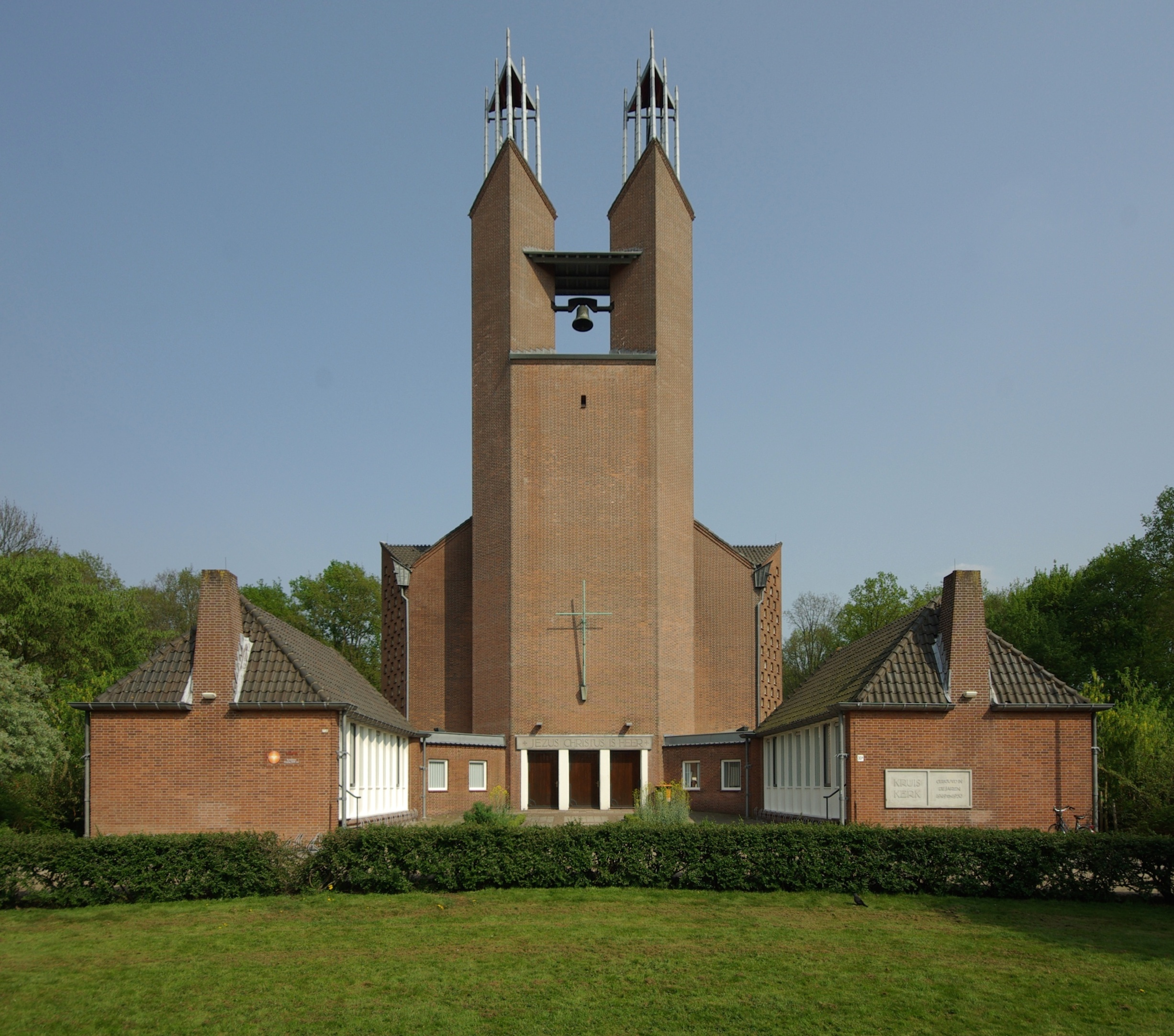
Ewangeliczny kościół protestancki w Amstelveen

Holandia była historycznie głównie krajem chrześcijańskim, aż do końca XX wieku. Obecnie Holandia jest jednym z najbardziej zsekularyzowanych krajów Europy Zachodniej. Według danych z 2010 roku tylko 48,7% populacji Holandii wyznawało jakąś religię, a ponad połowa nie utożsamiała się z żadną religią.
W 2010 roku Holandia liczyła 16 615 000 mieszkańców, wśród nich było 4,1 miliona (24,6%) katolików, 2,4 miliona (14,6%) protestantów, 907 tysięcy (5,5%) muzułmanów, 170 tysięcy (1,0%) buddystów, 166 tysięcy (0,9%) innych chrześcijan i 150 tysięcy (0,9%) hinduistów.

## Chrześcijaństwo
Do 1848 roku Holandia była oficjalnie krajem protestanckim. Na początku XX wieku 60% ludności związana była z protestantyzmem. W drugiej dekadzie XXI wieku jedynie około 15% Holendrów uczestniczy w różnych kościołach protestanckich.
Obecnie Kościół rzymskokatolicki jest największym wyznaniem Niderlandów, obejmując 25% Holendrów, w porównaniu z 40% w 1970 roku. Spada nie tylko liczba katolików, ale także spada frekwencja, wśród tych którzy identyfikują się jako katolicy. Na niedzielną mszę uczęszcza regularnie mniej niż 200 tys. osób, czyli 1,2% ludności Holandii. Większość katolików mieszka w południowych prowincjach: Brabancji Północnej i Limburgii, gdzie stanowią większość populacji. Na terenie Holandii działa także niezależny od Rzymu Kościół Starokatolicki.
Kościół Protestancki w Holandii (PKN) jest największą denominacją protestancką, do której należy 12,3% ludności. Powstał on w 2004 roku z połączenia dwóch głównych odłamów kalwinizmu. Protestanci przeważają w północnej części kraju i na wybrzeżu. W Holandii jest także wiele mniejszych grup protestanckich, takich jak: luteranie, zielonoświątkowcy i ewangelikalni.

## Islam
Islam jest stosunkowo nową i szybko rozwijającą się religią w Holandii. Według ostatnich statystyk (CBS) 825.000 osób lub 5% ludności Holandii to muzułmanie. Liczba muzułmanów zaczęła rosnąć po 1970 roku w wyniku imigracji. Wielu imigrantów przybyło z byłych kolonii holenderskich, np. z Surinamu i Indonezji, ale największą część stanowią pracownicy migrujący z Turcji i Maroka wraz z dziećmi. W 1990 roku Holandia otworzyła swoje granice dla muzułmańskich uchodźców z takich krajów jak Bośnia i Hercegowina, Somalia, Irak, Iran i Afganistan.

## Dane statystyczne
| Religie/kościoły                  | Liczba wiernych | Procent ludności |
| --------------------------------- | --------------- | ---------------- |
| Kościół rzymskokatolicki          | 3 865 000       | 22,9%            |
| Kościół Protestancki w Holandii   | 1 870 000       | 11,1%            |
| Islam                             | 825 000         | 5,0%             |
| inne: Kalwinizm                   | 380 000         | 2,25%            |
| Zielonoświątkowcy                 | 190 000         | 1,1%             |
| Buddyzm                           | 170 000         | 1,0%             |
| Hinduizm                          | 150 000         | 0,9%             |
| Kościół Anglikański               | 30 000          | 0,18%            |
| Judaizm                           | 30 000          | 0,18%            |
| Prawosławie                       | 30 000          | 0,18%            |
| Świadkowie Jehowy                 | 29 240          | 0,17%            |
| Sikhizm                           | 12 000          | 0,07%            |
| Kościół Nowoapostolski            | 10 900          | 0,07%            |
| Unia Baptystyczna                 | 10 900          | 0,07%            |
| Bracia plymuccy                   | 10 000          | 0,06%            |
| Mormoni                           | 8100            | 0,05%            |
| Mennonici                         | 8000            | 0,05%            |
| Armia Zbawienia                   | 6205            | 0,04%            |
| Kościół Adwentystów Dnia Siódmego | 5000            | 0,03%            |
| Kościół Starokatolicki            | 4585            | 0,03%            |